# Alessandro Pio Riccio
Alessandro Pio Riccio (Qualiano, 6 febbraio 2002) è un calciatore italiano, difensore della Sampdoria.

## Carriera
Prodotto delle giovanili della Juventus, gioca con l'Under-23 dal 2021 al 2023 e successivamente viene ceduto in prestito al Modena; debutta in Serie B il 23 settembre 2023 nella partita pareggiata 0-0 contro il Lecco.
Il 28 agosto 2024 viene ceduto a titolo definitivo alla Sampdoria.

## Statistiche

### Presenze e reti nei club
Statistiche aggiornate al 18 agosto 2025.
| Stagione                 | Squadra                  | Campionato               | Campionato | Campionato | Coppe nazionali | Coppe nazionali | Coppe nazionali | Coppe continentali | Coppe continentali | Coppe continentali | Altre coppe | Altre coppe | Altre coppe | Totale | Totale |
| Stagione                 | Squadra                  | Comp                     | Pres       | Reti       | Comp            | Pres            | Reti            | Comp               | Pres               | Reti               | Comp        | Pres        | Reti        | Pres   | Reti   |
| ------------------------ | ------------------------ | ------------------------ | ---------- | ---------- | --------------- | --------------- | --------------- | ------------------ | ------------------ | ------------------ | ----------- | ----------- | ----------- | ------ | ------ |
| 2021-2022                | Juventus Next Gen        | C                        | 24+2       | 1          | CI-C            | 1               | 0               | -                  | -                  | -                  | -           | -           | -           | 27     | 1      |
| 2022-2023                | Juventus Next Gen        | C                        | 24         | 0          | CI-C            | 7               | 0               | -                  | -                  | -                  | -           | -           | -           | 31     | 0      |
| Totale Juventus Next Gen | Totale Juventus Next Gen | Totale Juventus Next Gen | 48+2       | 1          |                 | 8               | 0               |                    | -                  | -                  |             | -           | -           | 58     | 1      |
| 2023-2024                | Modena                   | B                        | 24         | 0          | CI              | 0               | 0               | -                  | -                  | -                  | -           | -           | -           | 24     | 0      |
| 2024-2025                | Sampdoria                | B                        | 26+2       | 1          | CI              | 0               | 0               | -                  | -                  | -                  | -           | -           | -           | 28     | 1      |
| 2025-2026                | Sampdoria                | B                        | 0          | 0          | CI              | 1               | 0               | -                  | -                  | -                  | -           | -           | -           | 1      | 0      |
| Totale Sampdoria         | Totale Sampdoria         | Totale Sampdoria         | 26+2       | 1          |                 | 1               | 0               |                    | -                  | -                  |             | -           | -           | 29     | 1      |
| Totale carriera          | Totale carriera          | Totale carriera          | 102        | 2          |                 | 9               | 0               |                    | -                  | -                  |             | -           | -           | 111    | 2      |